# Международная комиссия по проливам
Международная комиссия по проливам — международное агентство, которое под эгидой Лиги Наций управляло Дарданеллами и Босфором с 1923 по 1936 год.
После Первой мировой войны и Севрского мирного договора 1920 года проливы были демилитаризованы и интернационализированы. В 1923 году Лозаннский договор изменил условия документа и восстановил суверенитет Турции над проливами, но проливы оставались открытыми для неограниченного движения гражданских и военных лиц под эгидой Комиссии по международным проливам. Этот статус сохранялся до 1936 года, когда была подписана Конвенция Монтрё о статусе проливов 1936 года, которая упразднила Комиссию и предоставила полный контроль Турции, которой было разрешено ремилитаризовать проливы и запретить движение воюющим странам, в то время как на проход военных кораблей были наложены ограничения.